# Archegos Capital Management
Archegos Capital Management era un hedge fund (nella lista dei Tiger Cubs) nella forma più semplice del family office in modo da non avere l'obbligo delle rendicontazioni che gestiva i beni personali di Bill Hwang.
Il 26 marzo 2021, Archegos è risultata inadempiente alle richieste di rientro di diverse banche d'investimento globali, tra cui Credit Suisse, Nomura Holdings, Goldman Sachs e Morgan Stanley. L'azienda aveva posizioni ampie e concentrate in ViacomCBS, Baidu, Vipshop, Farfetch e altre società,  e l'uso da parte dell'azienda di total return swap aveva contribuito a nascondere la sua elevata esposizione alle banche finanziatrici. I suoi contratti derivati "hanno esposto l'azienda a gravi perdite quando le negoziazioni sono andate male". Secondo Bloomberg News, Hwang ha perso 20 miliardi di dollari in 2 giorni.
Il 27 aprile 2022 Hwang è stato incriminato e arrestato in base alle accuse federali di frode e racket.

## Storia
Dopo aver creato Tiger Asia Management, dichiarato colpevole di insider trading di azioni bancarie cinesi nel 2012 e multato di 44 milioni di dollari con il divieto di commerciare a Hong Kong per quattro anni, Hwang ha creato il family office Archegos nel 2013, che nel 2020 aveva 10 miliardi di dollari in gestione.
Le partecipazioni di Archegos erano principalmente sotto forma di total return swap, uno strumento finanziario in cui i titoli sottostanti (azioni) sono detenuti dalle banche. Ciò significava che Archegos non aveva bisogno di rivelare le sue grandi partecipazioni, mentre se avesse negoziato in maniera regolare avrebbe dovuto farlo. Il fondo è stato anche fortemente indebitato e ha fatto affari con più banche che probabilmente non erano a conoscenza delle grandi posizioni di Archegos detenute da altre banche.

### L'implosione del marzo 2021
Il 26 marzo 2021, le banche che offrono servizi di intermediazione primaria ad Archegos hanno iniziato a liquidare vari titoli per un valore di miliardi di dollari dopo che non era riuscita a soddisfare una richiesta di rientro. Secondo quanto riferito, le azioni erano legate ai total return swap detenuti da Archegos. Questa vendita è stata segnalata come la causa di un crollo del 27% del prezzo delle azioni di ViacomCBS e di un calo simile del prezzo di Discovery, Inc.
| Azienda                  | Perdita (US$ mln) |
| ------------------------ | ----------------- |
| Credit Suisse            | 5500              |
| Nomura                   | 2850              |
| Morgan Stanley           | 911               |
| UBS                      | 774               |
| Mitsubishi UFJ Financial | 300               |

Il 29 marzo il prezzo delle azioni di Credit Suisse è sceso del 14%, mentre le azioni di Nomura Holdings sono diminuite del 16%.  Un comunicato stampa di Credit Suisse afferma che "la perdita derivante da questa uscita ... potrebbe essere molto significativo per i nostri risultati del primo trimestre".   Secondo il Wall Street Journal, Goldman Sachs e Morgan Stanley sono state in grado di limitare le loro perdite relative ad Archegos agendo più rapidamente di Credit Suisse e Nomura Holdings. Altre banche, come Deutsche Bank, sono state in grado di chiudere rapidamente le loro posizioni sostanziali ed evitare perdite.
Il destino di Archegos è stato paragonato al tracollo causato dal Long Term Capital Management.
Il 30 marzo, il ramo titoli Mitsubishi UFJ Financial (MUFG) ha dichiarato una perdita di 300 milioni di dollari nelle sue operazioni EMEA legate ad Archegos. Baidu è stato aggiunto all'elenco delle aziende interessate.  Le azioni di Nomura sono scese di nuovo il 30 e la Securities and Exchange Commission ha dichiarato che stava conducendo un'indagine.  La scomparsa dell'hedge fund con sede a New York ha trascinato l'indice Nikkei 225 in calo dello 0,77% quel giorno, innescando un sell-off mondiale nei titoli bancari.
Il 5 aprile 2021, il presidente della commissione bancaria del Senato degli Stati Uniti, Sherrod Brown, ha scritto al consigliere generale di Crystal Lalime presso Credit Suisse, nonché a Nomura, Goldman Sachs e Morgan Stanley per informarsi su "l'implosione di Archegos Capital" e ha dato ai finanziatori 14 giorni per rispondere. Credit Suisse è stato citato dal Financial Times come la banca che ha "consentito al family office (di Hwang) di fare scommesse altamente indebitate su azioni statunitensi e cinesi". Anche la Securities Exchange Commission e la Financial Conduct Authority hanno richiesto informazioni sull'implosione ai finanziatori, nonché all'organizzazione di autoregolamentazione delle ONG Finra.
Il 6 aprile 2021 Credit Suisse ha registrato perdite per 4,7 miliardi di dollari legate al suo coinvolgimento in Archegos. Il responsabile del rischio e della conformità della banca e il capo della banca d'investimento sono stati indicati come dimissionari a causa delle perdite causate dalle crisi di Archegos e Greensill.  Più tardi, la banca ha annunciato che avrebbe dovuto raccogliere fino a 2 miliardi di dollari di capitale fresco per sostenere la sua base azionaria.  Le perdite segnalate sono aumentate a 5,5 miliardi di dollari a fine aprile su un'esposizione di oltre 20 miliardi, o più della metà del capitale della banca all'epoca.
Il 16 aprile 2021, Morgan Stanley ha riportato una perdita di quasi 1 miliardo di dollari relativa al crollo di Archegos. Credit Suisse Group AG e la giapponese Nomura Holdings Inc hanno subito il colpo principale, con perdite rispettivamente di $ 5,5 miliardi e $ 2 miliardi.
Il 27 aprile 2021, UBS Group AG,la più grande banca svizzera per attività, ha riferito di aver perso 774 milioni di dollari in relazione al fallimento di Archegos.  Nomura, che inizialmente ha riportato perdite di circa 2 miliardi di dollari il mese scorso, ha aumentato la sua perdita totale a 2,85 miliardi.